# Industrie- und Handelskammer (Mönchengladbach)

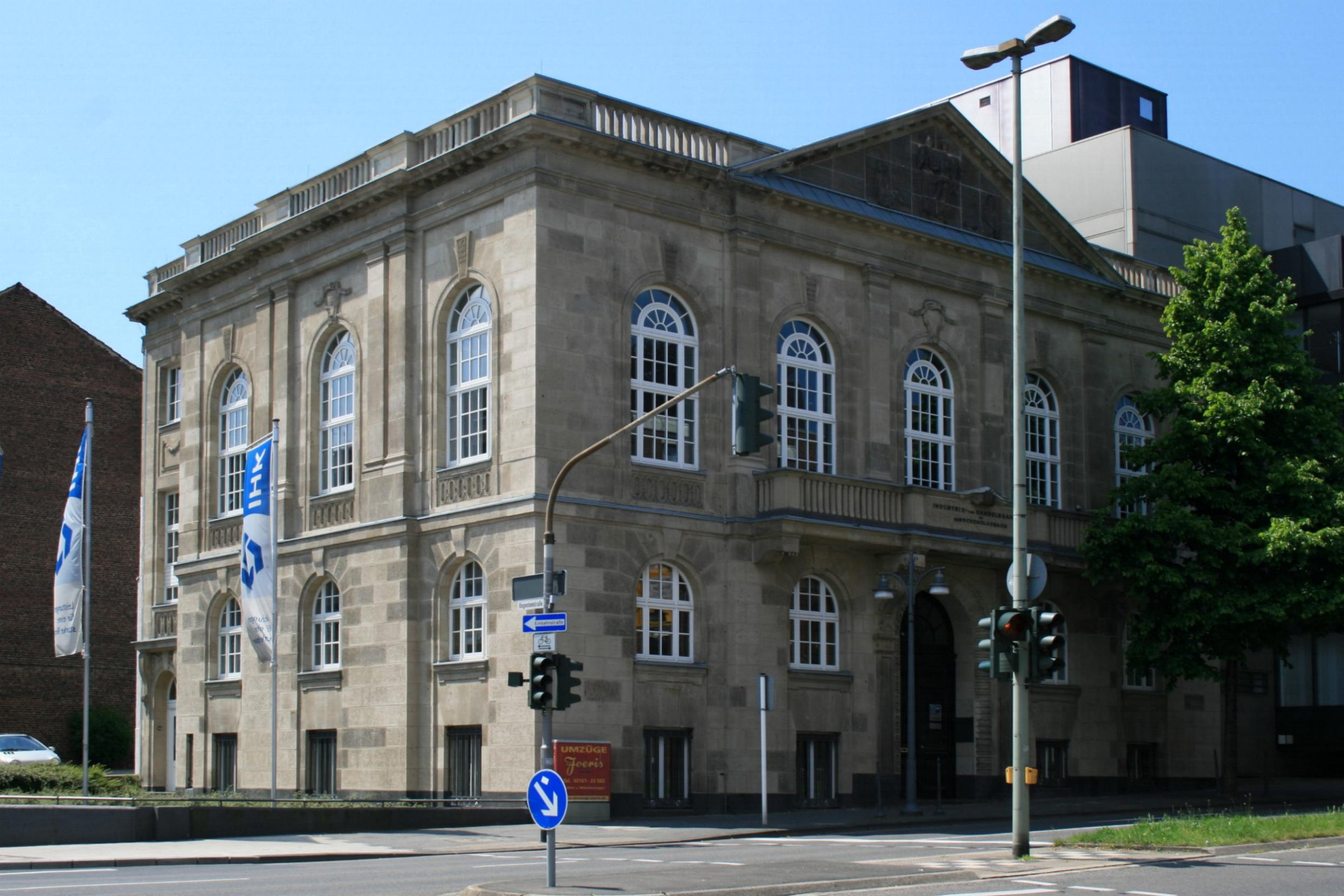
Industrie- und Handelskammer (2010)

Die Industrie- und Handelskammer steht in der Bismarckstraße 109 in Mönchengladbach (Nordrhein-Westfalen).
Das Gebäude wurde 1899–1908 erbaut. Es ist unter Nr. B 112 am 17. Mai 1989 in die Denkmalliste der Stadt Mönchengladbach eingetragen worden. Es wird als Nebenstelle der IHK Mittlerer Niederrhein genutzt.

## Architektur
Der historische Altbau der Industrie- und Handelskammer bildet eine markante Eckbebauung an der Ecke Bismarckstraße/Regentenstraße. Das 1908 eingeweihte Gebäude war ursprünglich ein dreigeschossiger Kubus im Stil eines Barockpalais, dessen Schaufassade in Werkstein ausgeführt wurde.